# Plectrohyla dasypus
Plectrohyla dasypus är en groddjursart som beskrevs av James R. McCranie och Wilson 1981. Plectrohyla dasypus ingår i släktet Plectrohyla och familjen lövgrodor. IUCN kategoriserar arten globalt som akut hotad. Inga underarter finns listade i Catalogue of Life.